# Liber Historiae Francorum
Der Liber Historiae Francorum (LHF) ist eine Chronik aus der späten Merowingerzeit, die früher unter dem Namen Gesta (regum) Francorum bekannt war (nicht zu verwechseln mit den Gesta Francorum et aliorum hierosolimitanorum, einem Bericht über den Ersten Kreuzzug). Sie behandelt in 53 Kapiteln die Geschichte des Frankenreichs bis ins erste Drittel des 8. Jahrhunderts. Dem Schlusssatz zufolge wurde die Niederschrift im sechsten Herrschaftsjahr des Königs Theuderich IV., also 727/728 abgeschlossen.

## Einordnung in die Quellenlage
Der Verfasser des Liber Historiae Francorum griff bei der Abfassung seiner Schrift unter anderem auf die ersten sechs Bücher des Geschichtswerks von Gregor von Tours zurück, welche die Zeit bis zum Jahr 584 n. Chr. behandeln. Seine weiteren Quellen lassen sich nicht genau ermitteln, mit Ausnahme des Prologs der Lex Salica, den der Verfasser in Kapitel 4 zitiert, und einer Passage aus einem Fortsetzungswerk der Chronik Isidor von Sevillas, das bei dem Bericht zum Jahr 613 als Quelle benutzt wurde. Vermutlich wertete der Autor des Liber Historiae Francorum vor allem mündliche Überlieferungen, eventuell aber auch epische Traditionen und heute verloren gegangene Texte aus. Die so genannte Fredegar-Chronik war dem Autor nicht bekannt.
Für die spätmerowingische Epoche nach 642, die von der Fredegar-Chronik nicht mehr behandelt wird, ist der Liber Historiae Francorum „die einzige zusammenhängende Geschichtsdarstellung“.

## Autorschaft
Der Name des Autors ist nicht überliefert. Die Forschung geht jedoch allgemein davon aus, dass er aus Neustrien stammte, da dieser Teil des Frankenreiches im Zentrum seiner Darstellung steht. Als Entstehungsort wurden ursprünglich Rouen und dann auch Saint-Denis in Erwägung gezogen, mittlerweile wird der Verfasser in der Forschung zumeist als Bewohner von Soissons angesehen. Diverse Hinweise im Text des Liber Historiae Francorum legen konkret eine enge Beziehung des Autors zur Abtei Notre Dame in Soissons nahe. Auch über die Familie der Pippiniden (der späteren Karolinger), die großen Einfluss auf das Kloster ausübten, scheint der Autor gut informiert gewesen zu sein. Wenn diese Vermutung zutrifft, dürfte der Autor des Liber Historiae Francorum weiblich gewesen sein, da es sich bei Notre-Dame-de-Soissons um ein Frauenkloster handelte. Auch die ausführlichere Behandlung und die teilweise zu Gregor von Tours gegensätzliche Beurteilung der weiblichen Merowinger und Karolinger stützt diese Annahme.

## Ausgaben und Übersetzungen
- Bruno Krusch (Hrsg.): Scriptores rerum Merovingicarum 2: Fredegarii et aliorum Chronica. Vitae sanctorum. Hannover 1888, S. 215–328 (Monumenta Germaniae Historica, Digitalisat)
- Georg Heinrich Pertz, Jacob Grimm, Karl Lachmann, Leopold Ranke, Carl Ritter (Hrsg.): Die Geschichtschreiber der deutschen Vorzeit. VI. Jahrhundert. Gregor von Tours. Zehn Bücher fränkischer Geschichte. B. VII – X. Sagen aus Fredegar und der Chronik der Frankenkönige. Berlin 1851.
- Bernard S. Bacharach: Liber Historiae Francorum. Lawrence (Kansas) 1973.
- Herbert Haupt (Übers.): Liber Historiae Francorum. Das Buch von der Geschichte der Franken (unwesentlich gekürzt). In: Andreas Kusternig, Herbert Haupt (Hrsg.): Quellen zur Geschichte des 7. und 8. Jahrhunderts (Ausgewählte Quellen zur deutschen Geschichte des Mittelalters 4a). Darmstadt 1982, S. 338 ff.